# آنتونیوس عساف
آنتونیوس بن جرجیس عَسّاف زبان‌شناس نحوی لبنانی در سدهٔ هجدهم میلادی/دوازدهم هجری بود. شرح عوامل الإعراب از آثار اوست.